# Непин, Мэри Эдит
Мэри Эдит Непин (1876, Лландидно, Конуи — 23 марта 1960, Илинг, Мидлсекс) — валлийская писательница, писавшая на английском языке. Её 35 романтических романов в основном имеют валлийские декорации или персонажей. Непин обучалась живописи у Роберта Фаулера, и её картины демонстрировались на выставках. Она была комендантом Красного Креста..

## Биография
Родилась в 1876 году в Лландидно, она была дочерью Джона Беллиса, советника графства, и его жены Мэри. После домашнего обучения она изучала живопись у Роберта Фаулера. Позже она участвовала в ряде выставок.
В 1899 году она вышла замуж за высокопоставленного государственного служащего Молинье Эдварда Непина (1870—1948), с которым переехала в Лондон. Активная общественная жизнь, она стала комендантом Красного Креста в Кенте. Она побывала на Ближнем Востоке и на Балканах, где заинтересовалась цыганами Трансильвании.
Первый роман Непин «Гвинет с валлийских холмов» был опубликован в 1917 году. На него несколько повлияли произведения Аллена Рейна и Карадока Эванса. Наряду с ещё 34 романами она написала «Романтика и реализм на Ближнем Востоке» (1933 г.), основанные на её путешествиях, и внесла свой вклад в популярную журналистику.
Мэри Непин умерла в Лландидно 23 марта 1960 года и была похоронена на кладбище Грейт-Орм.

## Работы
- Gwyneth of the Welsh Hills (1917)
- Welsh Love (1919)
- Cambria’s Fair Daughter (1923)
- Bryn Came to the Valley (1946)[5]
- Starlit Folly (1955)